# Phloeophila nummularia
Phloeophila nummularia är en orkidéart som först beskrevs av Heinrich Gustav Reichenbach, och fick sitt nu gällande namn av Leslie Andrew Garay. Phloeophila nummularia ingår i släktet Phloeophila och familjen orkidéer. Inga underarter finns listade i Catalogue of Life.

## Bildgalleri

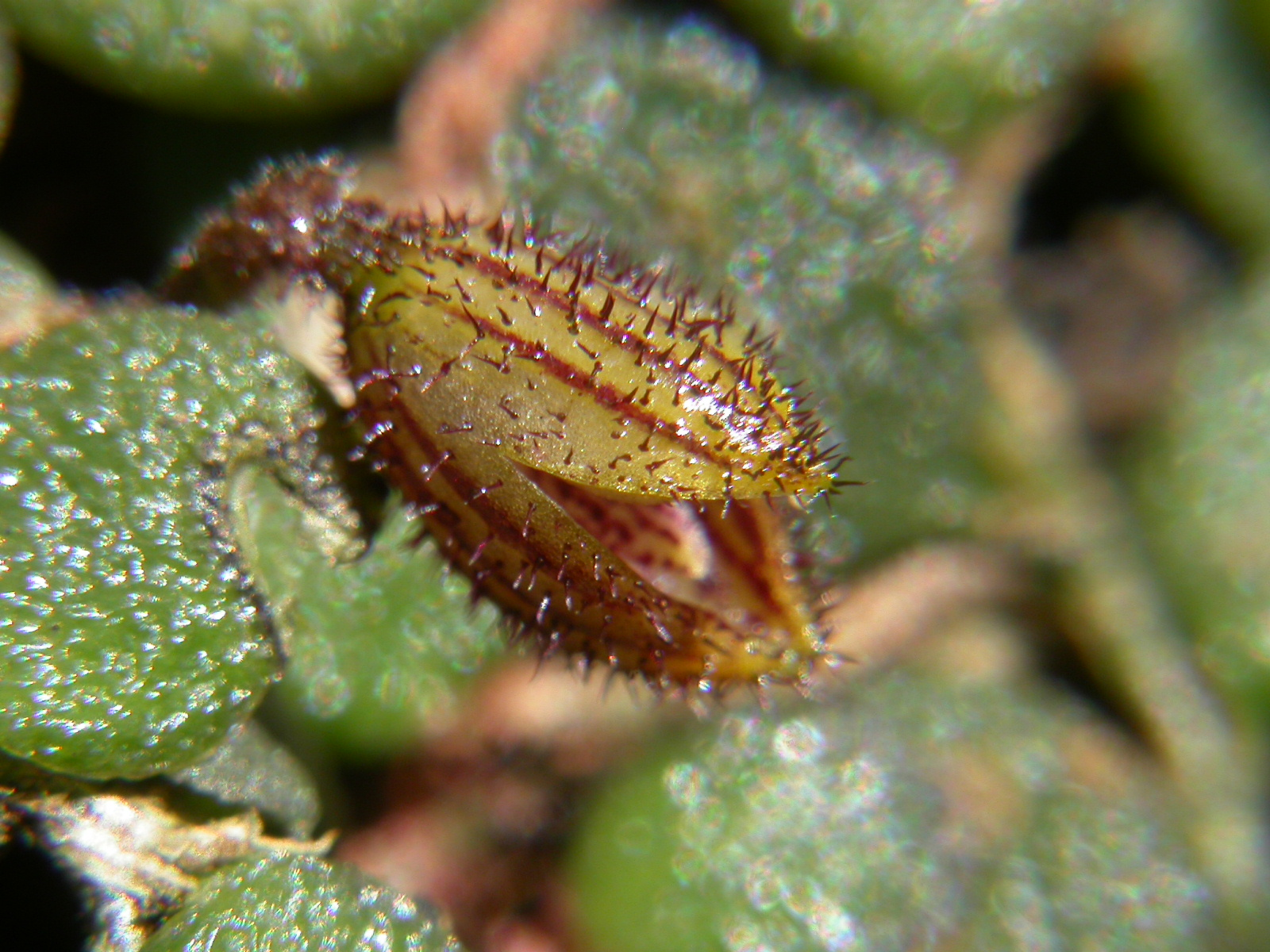
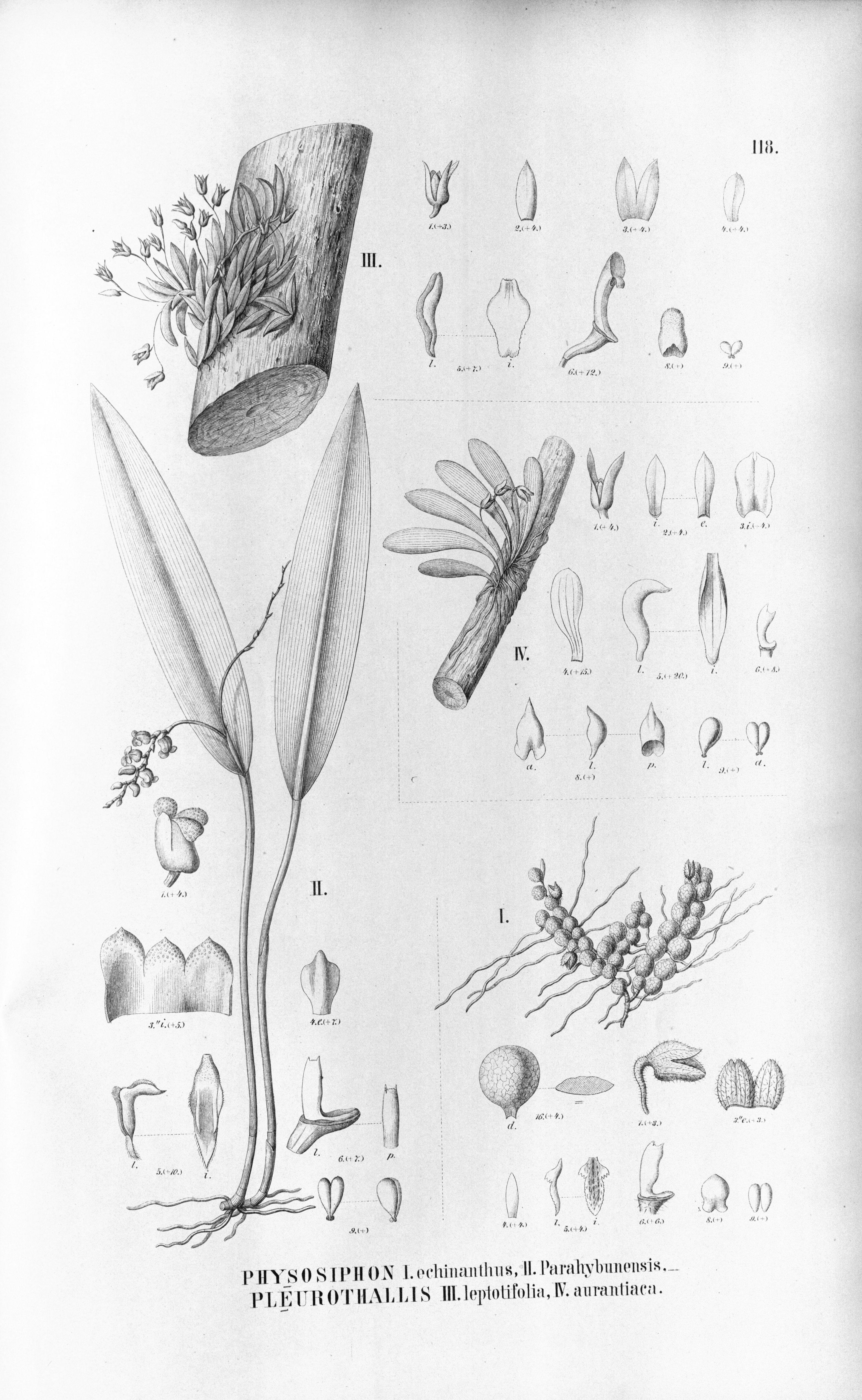